# Pigafettoa crenulata
Pigafettoa crenulata är en bladmossart som beskrevs av Caro Benigno Massalongo. Pigafettoa crenulata ingår i släktet Pigafettoa och familjen Lophocoleaceae. Inga underarter finns listade i Catalogue of Life.